# Верхняя косая мышца головы
Верхняя косая мышца головы (лат. Musculus obliquus capitis superior) идёт от поперечного отростка атланта к латеральным отрезкам верхней выйной линии затылочной кости.

## Функция
Движение головы кзади при двустороннем сокращении, назад и в сторону — при одностороннем.